# Holochlorini
Holochlorini – plemię owadów prostoskrzydłych z rodziny pasikonikowatych i podrodziny długoskrzydlakowych. Rodzajem typowym jest Holochlora.

## Zasięg występowania
Przedstawiciele tego plemienia występują w Afryce Subsaharyjskiej, Azji od Półwyspu Indyjskiego po Koreę i Japonię, na wyspach Oceanu Indyjskiego, w Oceanii oraz płn.-wsch. Australii. 

## Systematyka
Do Holochlorini zaliczane są  323 gatunki zgrupowane w 27 rodzajach:

- Ancylecha
- Arantia
- Arnobia
- Calopsyra
- Casigneta
- Cesasundana
- Dapanera
- Elbenia
- Furnia
- Gonatoxia
- Holochlora
- Leucopodoptera
- Liotrachela
- Molpa
- Parapsyra
- Phaulula
- Phygela
- Poecilopsyra
- Pseudopsyra
- Psyrana
- Rectimarginalis
- Ruidocollaris
- Sinochlora
- Stibaroptera
- Stictophaula
- Sympaestria
- Tapiena